# Congfu Cheng

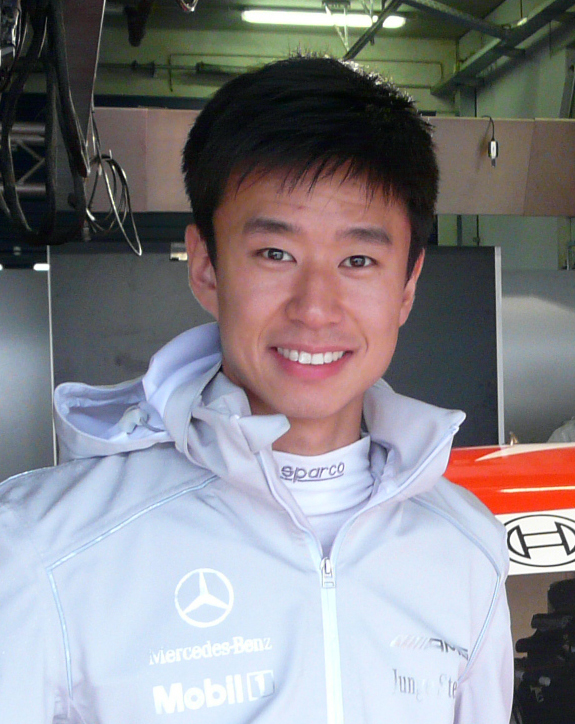
Congfu Cheng

Congfu Cheng (Cheng Cong Fu, Frankie) (程丛夫; pinyin: Chéng Cóng Fū; Peking, 15 augustus 1984) is een Chinees autocoureur die anno 2009 in de A1GP en de Formule 3 Euroseries rijdt.

## Loopbaan
- 2002: Aziatische Formule Renault Challenge, team onbekend (6 overwinningen, kampioen).
- 2003: Chinese Formule Renault Challenge, team onbekend (2 races, 2 overwinningen).
- 2003: Formule Renault BARC, team Hill Speed Racing (9 races).
- 2004: Formule Renault BARC, team Manor Motorsport.
- 2004: Formule Renault BARC Winterkampioenschap, team Manor Motorsport (1 overwinning, 2e in kampioenschap).
- 2005: Formule Renault BARC, team Manor Motorsport.
- 2006: Formule Renault BARC, team Manor Motorsport (3e in kampioenschap).
- 2006: Franse Formule Renault kampioenschap, team Manor Motorsport (2 races).
- 2006-07: A1GP, team A1 Team China (12 races).
- 2007: Britse Formule 3-kampioenschap, team Performance Racing Europe (5 overwinningen, 2e in kampioenschap).
- 2007-08: A1GP, team A1 Team China.
- 2008: Formule 3 Euroseries, team RC Motorsport.
- 2008-09: A1GP, team A1 Team China (4 races).
- 2010: DTM, Team Persson Motorsport, AMG Mercedes-Benz C-Klasse.

## A1GP resultaten
- Races vetgedrukt betekent pole positie, Races cursief betekent snelste ronde

| Jaar    | Inschrijving  | 1          | 2          | 3          | 4         | 5          | 6          | 7          | 8          | 9          | 10         | 11         | 12         | 13         | 14         | 15         | 16         | 17         | 18         | 19         | 20         | 21         | 22         | Rang | Punten |
| ------- | ------------- | ---------- | ---------- | ---------- | --------- | ---------- | ---------- | ---------- | ---------- | ---------- | ---------- | ---------- | ---------- | ---------- | ---------- | ---------- | ---------- | ---------- | ---------- | ---------- | ---------- | ---------- | ---------- | ---- | ------ |
| 2006-07 | A1 Team China | NED SPR 11 | NED FEA 9  | CZE SPR 4  | CZE FEA 8 | BEI SPR 13 | BEI FEA NF | MAL SPR 10 | MAL FEA 16 | IND SPR    | IND FEA    | NZL SPR    | NZL FEA    | AUS SPR    | AUS FEA    | RSA SPR    | RSA FEA    | MEX SPR    | MEX FEA    | SHA SPR 11 | SHA FEA 15 | GBR SPR NF | GBR FEA 10 | 15   | 22     |
| 2007-08 | A1 Team China | NED SPR 17 | NED FEA 15 | CZE SPR 10 | CZE FEA 4 | MAL SPR NF | MAL FEA 5  | ZHU SPR 3  | ZHU FEA 9  | NZL SPR 14 | NZL FEA NF | AUS SPR 14 | AUS FEA 10 | RSA SPR 4  | RSA FEA 6  | MEX SPR 17 | MEX FEA 10 | SHA SPR 10 | SHA FEA 15 | GBR SPR 21 | GBR FEA 4  |            |            | 13   | 55     |
| 2008-09 | A1 Team China | NED SPR    | NED FEA    | CHI SPR    | CHI FEA   | MAL SPR    | MAL FEA    | NZL SPR NF | NZL FEA 14 | RSA SPR    | RSA FEA    | POR SPR    | POR FEA    | GBR SPR 14 | GBR FEA NF |            |            |            |            |            |            |            |            | 18   | 7      |